# Eugène Pierre Nicolas Fournier
Pour les articles homonymes, voir Fournier.
Eugène Pierre Nicolas Fournier, né le 15 février 1834 à Paris où il est décédé le 10 juin 1884, est un botaniste français.
Il s'est particulièrement intéressé aux fougères. Il a été partenaire de la Société royale de botanique de Belgique. La botaniste Marguerite Belèze fait partie de ses élèves.

## Quelques publications
- Articles dans le Bulletin de la Société Botanique de France (Disponible en téléchargement sur Biodiversity Heritage Library) :
  - Sur la valeur du genre Aconiopteris - 1867, n° 14 - p. 261
  - Sur les hyménophyllées recueillies dans l'Amérique centrale par MM. Ch. Wright, Fendler et Th. Husnot - 1868, n°15 - p. 143
  - Sur les fougères de la Nouvelle-Calédonie - 1869, n°16 - p. 389 à 422
  - Sur deux Pellaea nouveau - 1869, n°16 p. LXVIII
  - Sur deux fougères nouvelles du Nicaragua - 1870, n°17 - p. 236
  - Sur les hyménophyllées recueillies dans l'Amérique centrale par MM. Ch. Wright, Fendler et Th. Husnot - 1872, n°19 - p. 239
  - Sertum Nicaraguense - 1872, n°19 - p. 247
  - Sur le genre Bommeria - 1880, n°27 - p. 327
- Avec Émile Bescherelle - Mexicanas plantas nuper a collectoribus expeditionis scientificae allatas: aut longis ab annis in herbario musei parisiensis depositas praeside J. Decaisne. Paris - typographeo reipublicae, 1872
- Felices nova-Caledoniae. Enumeratio monographica - Annales des sciences naturelles, 1873, n°18
- Sur les fougères et les lycopodiacées des îles Saint-Paul et Amsterdam - Compte-rendu de la société botanique, 1875, n°81 - p. 1139
- Fougères nouvelles introduites par M. J. Linden - L'illustration horticole, 1876, n°23 - p. 99
- Comptes Rendus - Congrès International de Botanique Horticole, Paris, 1878 - p. 227-252

## Plantes qui lui ont été dédiées
Le genre Fourniera J.Bommer 1874 lui a été dédié ainsi que les espèces suivantes : 
- Adiantum fournieri Copel. (1929) - Adiantacée de Nouvelle-Calédonie
- Archidendropsis fournieri (Vieill.) I.C.Nielsen (1983) (synonymes : Albizia fournieri Vieill., Abarema fournieri (Vieill.) Kosterm.) - Fabacée de Nouvelle-Calédonie
- Asclepias fournieri Woodson (1941) - Asclépiadacée
- Asplenium fournieri Kuhn -(1871) Aspléniacée du Nicaragua
- Berchemia fournieri Pancher & Sebert - Rhamnacée de Nouvelle-Calédonie
- Cattleya fournieri (Cogn.) Van den Berg (2008) - Orchidacée
- Cheilanthes fournieri C.Chr. (1905) - Adiantacée du Mexique
- × Dactylanthera fournieri (E.Royer) J.M.H.Shaw (2005) (synonymes : Orchis fournieri E.Royer, × Orchiplatanthera fournieri E.G.Camus, × Rhizanthera fournieri (E.Royer) Soó) - Orchidacée hybride de France
- Dieffenbachia fournieri O'Brien (1890) - Aracée de Colombie
- Doryopteris fournieri (Baker) C.Chr. (1905) (synonymes : Allosorus fournieri Kuntze, Pellaea fournieri Baker) - Adiantacée
- Dryopteris fournieri (Baker) C.Chr. (1905) (synonyme : Nephrodium fournieri Baker) - Dryoptéridacée du Mexique
- Eranthemum fournieri André (1880) - Acanthacée
- Euphorbia fournieri Rebut ex André (1896) - Euphorbiacée de Madagascar
- Feuilleea fournieri Kuntze (1891) (synonyme : Pithecellobium fournieri Benth.) - Fabacée de Nouvelle-Calédonie
- Flindersia fournieri Pancher & Sebert - Rutacée de Nouvelle-Calédonie
- Hoffmannseggella fournieri (Cogn.) V.P.Castro & Chiron (2002) - Orchidacée
- Kaempferia fournieri Hort. ex Gentil (1907) - Zingiberacée
- Laelia fournieri (Cogn.) F.E.L.Miranda (1993) - Orchidacée
- Marsilea fournieri C.Chr. (1906) - Marsileacée du Mexique
- Matelea fournieri Morillo (1984) - Asclepiadacée
- Maytenus fournieri (Pancher & Sebert) Loes. (1942) (synonymes : Gymnosporia fournieri Loes., Celastrus fournieri Pancher & Sebert) - Célastracée de Nouvelle-Calédonie
- Peperomia fournieri C.DC. (1914) - Piperacée du Mexique
- Polypodium fournieri C.Chr. (1906) - Polypodiacée du Mexique
- Polystichum fournieri A.R.Sm. (1980) - Dryoptéridacée du Mexique
- Pteris fournieri C.Chr. (1906) - Ptéridacée de Nouvelle-Calédonie
- Quercus fournieri Trel. (1924) - Fagacée du Mexique
- Ricinocarpus fournieri Kuntze -(1891) (synonyme : Acalypha fournieri Müll.Arg.) -  Euphorbiacée du Mexique
- Sophronitis fournieri (Cogn.) Van den Berg & M.W.Chase (2000) - Orchidacée
- Tillandsia fournieri E.Morren ex Baker (1889) - Broméliacée du Mexique
- Torenia fournieri Linden ex Fourn. (1876) - Scrophulariacée d'Indochine
- Vincetoxicum fournieri Kuntze (1891) - Asclépiadacée du Brésil
- Witheringia fournieri Van Heurck & Müll.Arg. - Solanacée du Mexique

NB : Paullinia fournieri J.F.Morales (2003) - Sapindacée du Costa Rica, est dédiée à Luis A. Fournier (1935-2002).